# Botoșani
Botoșani (zastarale česky Botušany) je město na severu rumunské Moldávie, hlavní město župy Botoșani. Ve městě žije přibližně 90 tisíc obyvatel.

## Původ
Název Botoșani pochází nejspíš ze jména rodiny Botoșů, kteří zde žili již od 11. století. Ve starých záznamech je tato rodina zmiňována již od dob Stefana cel Mare, tehdy šlo o jeden z nejvlivnějších rodů v celé Moldávii.
Existuje také ale i teorie, že název města je mladší, zhruba o dvě staletí, a jeho původcem je tatarský vůdce Batus Chán, který ho dobyl v 13. století. Zkomolením jeho jména mohlo tak vzniknout dnešní Botoșani.

## Historie
Nejstarší dochovaná památka v celém okolí města je arménský náhrobek z poloviny 14. století. První písemná zmínka je pak z konce 15. století, Grigore Ureche popisoval zdrcující tatarský vpád, který nastal 28. listopadu 1493.
Město je pak zmiňováno pouze během konfliktů mezi Moldávií a Polskem: u města bylo svedeno několik bitev, v letech 1500, 1505 a 1509. Za vlády Petru Rareșe bylo město zapáleno Poláky. Víme, že právě za jeho vlády město mělo hradiště.
V 16. století bylo město obchodní křižovatkou, kde se konaly jedny z největších trhů v celé Moldávii. Do města se tak přistěhovávali i příslušníci cizích národností, vznikla tak komunita Židů a Arménů.

## Rodáci
- Mihai Eminescu (1850–1889) – básník, novinář
- Nicolae Iorga (1871–1940) – historik, politik, literát
- Isidore Isou (1925–2007) – básník, zakladatel lettrismu